# تلما کالاما
تلما کالاما (به انگلیسی: Thelma Kalama) (زادهٔ ۲۴ مارس ۱۹۳۱) شناگر اهل ایالات متحده آمریکا است.